# 四靈

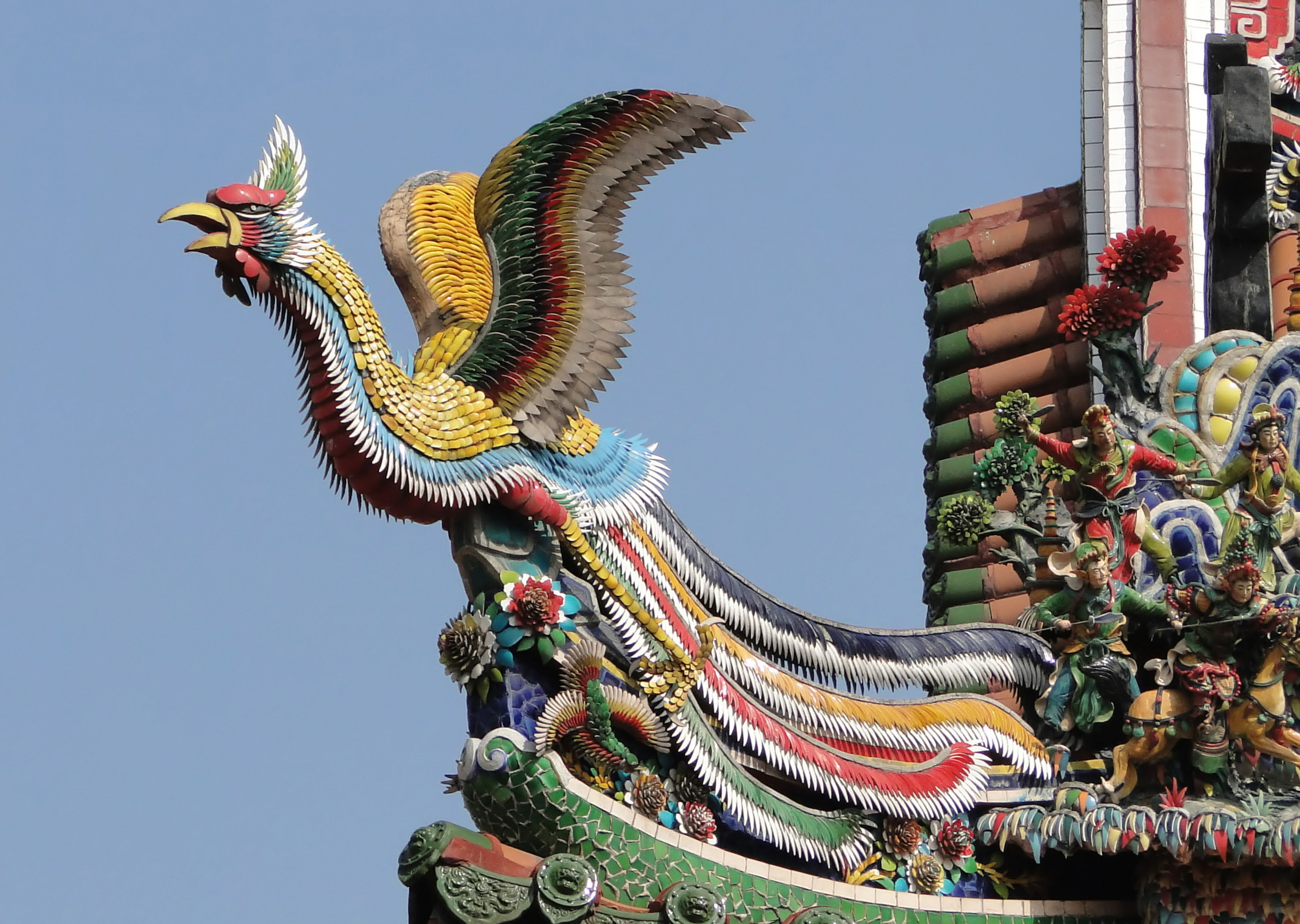
凤凰（艋舺龍山寺）

四靈，又称四瑞，是中國神話中的四大灵獸，分别为麒麟、凤凰、龜、龙。麟体信厚，凤知治乱，龟兆吉凶，龙能变化，故谓之四灵。傳統以來，中國已有「四靈」之說。「四靈」，按《禮記》的說法，是指「麟、鳳、龜、龍」，除此之外，还有“天之四灵”，与此四灵相区别。雖然麒麟與龍、鳳一樣，都是人們虛擬出來的瑞獸，但麒麟卻特別地被賦以「仁獸」之名。
四靈與五行相配的情形是：春蟲之長為龍，故龍為東方為木；夏蟲之長為鳳，故鳳為南方為火；秋蟲之長為麟，故麟為西方為金；冬蟲之長為龜，故龜為北方為水。五行為「五」 ，四靈為「四」 ，為了解決「五」與「四」不等的矛盾，有人提出在「四靈」之外再加一靈一虎。